# Placito di Sessa Aurunca

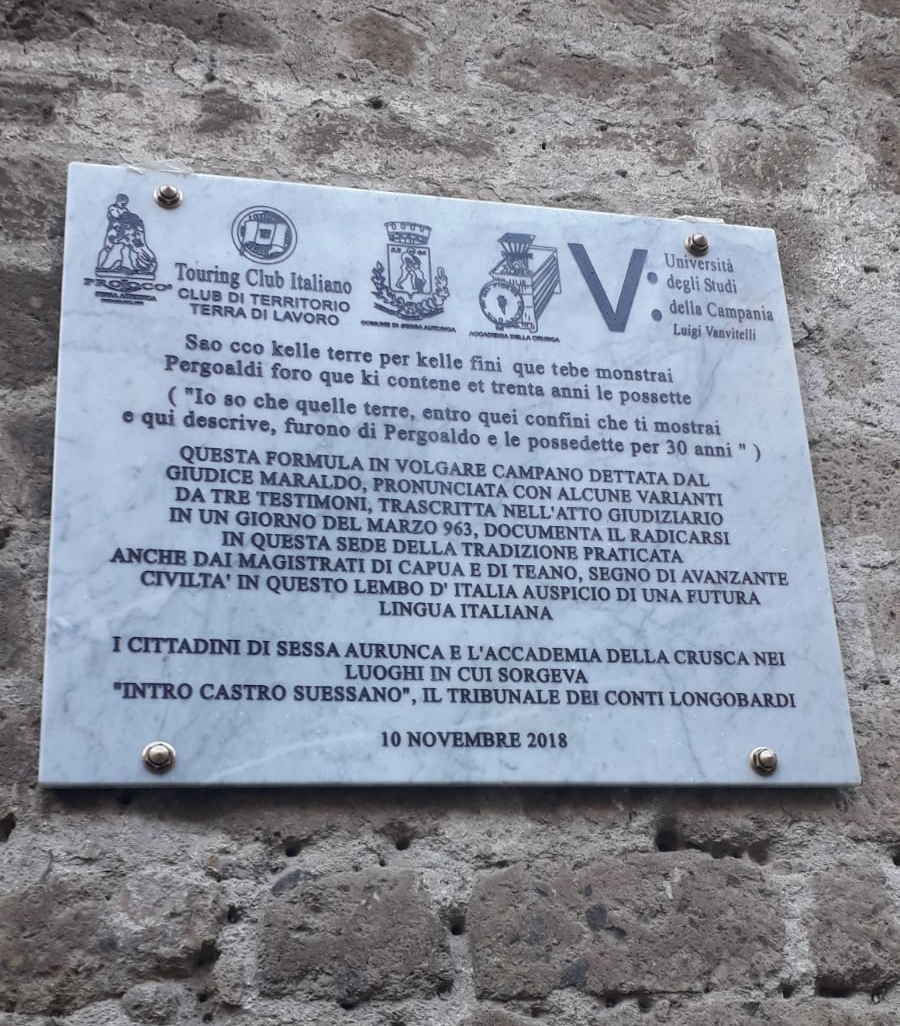
Targa celebrativa del Placito sessano, apposta sulle mura del Convitto Nazionale Agostino Nifo - Liceo Classico Agostino Nifo, alla presenza del Prof. Francesco Sabatini, il 10 novembre 2018

Il Placito di Sessa Aurunca è una delle quattro testimonianze giurate, registrate nel 963, sull'appartenenza ai monasteri benedettini di certe terre di Sessa Aurunca, nel cui castello fu redatto. Trattasi di uno dei primi documenti di volgare italiano scritti in un linguaggio che vuol essere ufficiale e dotto. Riguardava una lite sui confini di proprietà tra il monastero di Montecassino e un piccolo feudatario locale, Rodelgrimo d'Aquino. Con questo documento tre testimoni, dinanzi al giudice Arechisi, deposero a favore dei Benedettini, indicando con un dito i confini del luogo che era stato illecitamente occupato da un contadino dopo la distruzione dell'abbazia nell'885 da parte dei saraceni.

## Struttura del Placito
Appartiene a un gruppo compatto di quattro pergamene di argomento simile, formate da quattro placiti, precisamente tre placiti e un "memoratorio" (redatto a Teano), sulla proprietà di alcune terre appartenenti agli stessi luoghi di Sessa.

## Il passo in volgare
Il passo in volgare è il seguente:
(Sessa, marzo 963)

## Il diffondersi del volgare
Documenti simili divennero sempre più frequenti, documentando il diffondersi e rafforzarsi progressivo del volgare e l'intenzione di usarlo con scopi o con caratteri differenti da quelli finora usati.